# Memoriał Ondreja Nepeli 2023
Memoriał Ondreja Nepeli 2023 – czwarte zawody łyżwiarstwa figurowego z cyklu Challenger Series 2023/2024. Zawody rozgrywano od 28 do 30 września 2023 roku w hali Zimný štadión Ondreja Nepelu w Bratysławie.
W konkurencji solistów zwyciężył Włoch Gabriele Frangipani, zaś wśród solistek Koreanka Kim Chae-yeon. W parach tanecznych drugie zwycięstwo w zawodach z cyklu Challenger Series z rzędu wywalczyli reprezentanci Wielkiej Brytanii Lilah Fear i Lewis Gibson

## Rekordy świata
| Rekordy świata (GOE±5) na moment rozpoczęcia zawodów (stan na 28 września 2023): | Rekordy świata (GOE±5) na moment rozpoczęcia zawodów (stan na 28 września 2023): | Rekordy świata (GOE±5) na moment rozpoczęcia zawodów (stan na 28 września 2023): | Rekordy świata (GOE±5) na moment rozpoczęcia zawodów (stan na 28 września 2023): | Rekordy świata (GOE±5) na moment rozpoczęcia zawodów (stan na 28 września 2023): | Rekordy świata (GOE±5) na moment rozpoczęcia zawodów (stan na 28 września 2023): |
| Konkurencja                                                                      | Segment                                                                          | Zawodnicy                                                                        | Punkty                                                                           | Zawody                                                                           | Data                                                                             |
| -------------------------------------------------------------------------------- | -------------------------------------------------------------------------------- | -------------------------------------------------------------------------------- | -------------------------------------------------------------------------------- | -------------------------------------------------------------------------------- | -------------------------------------------------------------------------------- |
| Soliści                                                                          | Nota łączna                                                                      | Nathan Chen                                                                      | 335,30                                                                           | Finał Grand Prix 2019                                                            | 7 grudnia 2019                                                                   |
| Soliści                                                                          | Program dowolny                                                                  | Nathan Chen                                                                      | 224,92                                                                           | Finał Grand Prix 2019                                                            | 7 grudnia 2019                                                                   |
| Soliści                                                                          | Program krótki                                                                   | Nathan Chen                                                                      | 113,97                                                                           | Zimowe igrzyska olimpijskie 2022                                                 | 10 lutego 2020                                                                   |
| Solistki                                                                         | Nota łączna                                                                      | Kamiła Walijewa                                                                  | 272,71                                                                           | Rostelecom Cup 2021                                                              | 27 listopada 2021                                                                |
| Solistki                                                                         | Program dowolny                                                                  | Kamiła Walijewa                                                                  | 185,29                                                                           | Rostelecom Cup 2021                                                              | 27 listopada 2021                                                                |
| Solistki                                                                         | Program krótki                                                                   | Kamiła Walijewa                                                                  | 90,45                                                                            | Mistrzostwa Europy 2022                                                          | 13 stycznia 2022                                                                 |
| Pary sportowe                                                                    | Nota łączna                                                                      | Sui Wenjing / Han Cong                                                           | 239,88                                                                           | Zimowe igrzyska olimpijskie 2022                                                 | 19 lutego 2022                                                                   |
| Pary sportowe                                                                    | Program dowolny                                                                  | Anastasija Miszyna / Aleksandr Gallamow                                          | 157,46                                                                           | Mistrzostwa Europy 2022                                                          | 13 stycznia 2022                                                                 |
| Pary sportowe                                                                    | Program krótki                                                                   | Sui Wenjing / Han Cong                                                           | 84,41                                                                            | Zimowe igrzyska olimpijskie 2022                                                 | 18 lutego 2022                                                                   |
| Pary taneczne                                                                    | Nota łączna                                                                      | Madison Chock / Evan Bates                                                       | 232,32                                                                           | World Team Trophy 2023                                                           | 14 kwietnia 2023                                                                 |
| Pary taneczne                                                                    | Taniec dowolny                                                                   | Madison Chock / Evan Bates                                                       | 138,41                                                                           | World Team Trophy 2023                                                           | 14 kwietnia 2023                                                                 |
| Pary taneczne                                                                    | Taniec rytmiczny                                                                 | Madison Chock / Evan Bates                                                       | 93,91                                                                            | World Team Trophy 2023                                                           | 13 kwietnia 2023                                                                 |

## Wyniki

### Soliści
| Poz. | Zawodnik              | Nota łączna | SP  | SP    | FS  | FS     |
| ---- | --------------------- | ----------- | --- | ----- | --- | ------ |
| 1    | Gabriele Frangipani   | 243,91      | 6   | 79,04 | 1   | 164,87 |
| 2    | Nika Egadze           | 243,31      | 1   | 84,11 | 2   | 159,20 |
| 3    | Mark Gorodnitsky      | 236,30      | 4   | 80,55 | 3   | 155,75 |
| 4    | Kim Hyun-gyeom        | 230,46      | 8   | 75,24 | 4   | 155,22 |
| 5    | Adam Hagara           | 222,78      | 9   | 74,27 | 5   | 148,51 |
| 6    | Cha Jun-hwan          | 222,16      | 2   | 83,91 | 7   | 138,25 |
| 7    | Deniss Vasiļjevs      | 215,78      | 3   | 82,40 | 10  | 133,38 |
| 8    | Iwan Szmuratko        | 215,68      | 10  | 72,14 | 6   | 143,54 |
| 9    | Conrad Orzel          | 213,52      | 7   | 77,45 | 9   | 136,07 |
| 10   | Władimir Samojłow     | 213,10      | 5   | 79,76 | 11  | 133,34 |
| 11   | Maxim Naumov          | 201,71      | 11  | 70,05 | 12  | 131,66 |
| 12   | Kornel Witkowski      | 198,68      | 12  | 62,46 | 8   | 136,22 |
| 13   | Miłosz Witkowski      | 176,75      | 15  | 58,56 | 13  | 118,19 |
| 14   | Aleksandr Vlasenko    | 174,50      | 13  | 59,97 | 14  | 114,53 |
| 15   | Fedir Kulish          | 165,04      | 17  | 54,98 | 15  | 110,06 |
| 16   | Denis Gurdzhi         | 159,42      | 14  | 59,15 | 16  | 100,27 |
| 17   | Henry Privett-Mendoza | 143,06      | 18  | 48,76 | 17  | 94,30  |
| 18   | Lukas Vaclavik        | 139,69      | 16  | 55,25 | 18  | 84,44  |
| 19   | Filip Kaymakchiev     | 123,19      | 19  | 42,12 | 19  | 81,07  |
| WD   | Daniel Grassl         | DNS         | DNS | DNS   | DNS | DNS    |
| WD   | Michaił Szajdorow     | DNS         | DNS | DNS   | DNS | DNS    |

### Solistki
| Poz. | Zawodniczka          | Nota łączna | SP | SP    | FS | FS     |
| ---- | -------------------- | ----------- | -- | ----- | -- | ------ |
| 1    | Kim Chae-yeon        | 202,26      | 1  | 67,42 | 1  | 134,84 |
| 2    | Lee Hae-in           | 191,10      | 3  | 66,08 | 2  | 125,02 |
| 3    | Madeline Schizas     | 188,88      | 2  | 67,42 | 4  | 121,46 |
| 4    | Jekatierina Kurakowa | 181,98      | 5  | 57,87 | 3  | 124,11 |
| 5    | You Young            | 181,80      | 4  | 63,88 | 5  | 117,92 |
| 6    | Julia Sauter         | 163,64      | 6  | 55,55 | 6  | 108,09 |
| 7    | Lara Naki Gutmann    | 157,73      | 7  | 52,78 | 7  | 104,95 |
| 8    | Vanesa Šelmeková     | 152,59      | 11 | 49,70 | 8  | 102,89 |
| 9    | Meda Variakojyte     | 152,58      | 10 | 50,34 | 9  | 102,24 |
| 10   | Nina Povey           | 147,99      | 8  | 51,18 | 10 | 96,81  |
| 11   | Aleksandra Gołowkina | 143,99      | 9  | 51,17 | 12 | 92,82  |
| 12   | Sofja Stepčenko      | 142,23      | 15 | 47,48 | 11 | 94,75  |
| 13   | Anastasija Hożwa     | 134,21      | 13 | 49,04 | 13 | 85,17  |
| 14   | Sara Franzi          | 133,35      | 14 | 48,83 | 14 | 84,52  |
| 15   | Daria Zsirnov        | 127,70      | 12 | 49,16 | 17 | 78,54  |
| 16   | Jogailė Aglinskytė   | 124,90      | 16 | 45,90 | 16 | 79,00  |
| 17   | Jelizawieta Babienko | 118,37      | 18 | 39,07 | 15 | 79,30  |
| 18   | Michaela Vrašťáková  | 115,18      | 17 | 42,79 | 18 | 72,39  |

### Pary taneczne
| Poz. | Zawodnicy                               | Nota łączna | RD | RD    | FD | FD     |
| ---- | --------------------------------------- | ----------- | -- | ----- | -- | ------ |
| 1    | Lilah Fear / Lewis Gibson               | 200,46      | 1  | 81,69 | 1  | 118,77 |
| 2    | Diana Davis / Gleb Smołkin              | 188,94      | 2  | 77,62 | 4  | 111,32 |
| 3    | Natálie Taschlerová / Filip Taschler    | 187,34      | 4  | 74,34 | 2  | 113,00 |
| 4    | Emilea Zingas / Wadym Kołesnyk          | 187,28      | 3  | 75,61 | 3  | 111,67 |
| 5    | Marjorie Lajoie / Zachary Lagha         | 179,18      | 5  | 70,00 | 5  | 109,18 |
| 6    | Yuka Orihara / Juho Pirinen             | 171,53      | 7  | 65,62 | 6  | 105,91 |
| 7    | Nadiia Bashynska / Peter Beaumont       | 164,81      | 6  | 67,25 | 9  | 97,56  |
| 8    | Phebe Bekker / James Hernandez          | 162,22      | 8  | 63,90 | 7  | 98,32  |
| 9    | Marija Hołubcowa / Kyrył Biełobrow      | 161,71      | 9  | 63,56 | 8  | 98,15  |
| 10   | Anna Šimová / Kiriłł Aksienow           | 151,58      | 10 | 59,64 | 10 | 91,94  |
| 11   | Charise Matthaei / Max Liebiers         | 145,76      | 11 | 57,75 | 12 | 88,01  |
| 12   | Mária Sofia Pucherová / Nikita Łysak    | 145,67      | 12 | 57,38 | 11 | 88,29  |
| 13   | Sofía Val / Asaf Kazimov                | 143,88      | 13 | 56,96 | 13 | 86,92  |
| 14   | Paulina Ramanauskaitė / Deividas Kizala | 134,16      | 14 | 52,30 | 14 | 81,86  |
| 15   | Olivia Shilling / Léo Baetan            | 130,11      | 15 | 51,84 | 15 | 78,27  |
| 16   | Olivia Oliver / Filip Bojanowski        | 128,78      | 16 | 51,77 | 16 | 77,01  |